# Шурупов, Владимир Иванович
Владимир Иванович Шурупов (16 апреля 1937, Харьков — 22 января 1992, Москва) — советский актёр театра и кино. Заслуженный артист РСФСР (1991).

## Биография
Родился 16 октября 1937 года в Харькове. Окончил Всесоюзный государственный институт кинематографии. Во время учёбы познакомился со своей будущей супругой Надеждой Румянцевой.
Сначала его пригласили играть в Свердловском театре и это послужило поводом для расторжения первого брака. После этого ему предложили работу в Московском театре имени Моссовета, где он работал до своей смерти. В последние годы был религиозным человеком[значимость факта?].
В 1989 году опубликовал в издательстве «Современник» свои мемуары под названием «Рассказы провинциального актёра».
20 мая 1991 года получил звание «Заслуженного артиста РСФСР».
Скончался 22 января 1992 года на 55-м году жизни на сцене театра имени Моссовета от сердечного приступа. Похоронен на Введеновском кладбище (участок 29).

### Личная жизнь
Был женат дважды:
1. Надежда Румянцева — актриса, народная артистка РСФСР.
2. Ирина Павловна Квитинская — актриса[2].

## Фильмография
| Год  |   | Название               | Роль                             |
| ---- | - | ---------------------- | -------------------------------- |
| 1961 | ф | Мальчик и голубь       | -                                |
| 1963 | ф | Строгая игра           | тренер                           |
| 1964 | ф | Я шагаю по Москве      | Виктор, брат Коли                |
| 1966 | ф | Июльский дождь         | эпизод                           |
| 1967 | ф | Взорванный ад          | Фридрих, денщик                  |
| 1968 | ф | Белая перчатка         | Скэрти, капитан                  |
| 1969 | ф | Конец «Чёрных рыцарей» | Шредер                           |
| 1972 | ф | Любимые страницы       | эпизод                           |
| 1972 | ф | Шторм                  | красноармеец                     |
| 1979 | ф | Небо — земля           | Сергей Петрович Новиков          |
| 1980 | ф | Версия                 | генерал Хабалов                  |
| 1981 | ф | Смерть Пазухина        | Живновский, отставной подпоручик |
| 1986 | ф | Суд над судьями        | майор Рэднитц                    |